# Танаис (женский футбольный клуб)
Женская команда спортивной школы «Танаис» по футболу — женский футбольный клуб из Воронежа. Участник чемпионата России.

## Прежние названия
- 1992—1993 «Танаис» (Воронеж)
- 1994—1995 «Спорт» (Воронеж)
- 1996 «Анна» (Нововоронеж)
- 1998—н.в. «Танаис» (Воронеж)

## История
ДЮСШ «Танаис» на волне популяризации женского футбола создала женскую команду в 1992 году. 
Первый Чемпионат России провела во второй лиге. 
В заслуги можно занести победу над командой «Штурм» (Петрозаводск) 2-1. В 1993 году команда стала вице-чемпионом России по футзалу. Выступала в мини-футболе

## Результаты выступлений
в Чемпионате России по футболу среди женщин
| Сезон | Наименование | Дивизион | Место          | И  | В | Н | П | М     | О  | Кубок России   | Примечание         |
| ----- | ------------ | -------- | -------------- | -- | - | - | - | ----- | -- | -------------- | ------------------ |
| 1993  | «Танаис»     | Второй   | 6 из 8         | 14 | 5 | 2 | 7 | 18-25 | 12 | не участвовал  | [ 3 ]              |
| 1994  | «Спорт»      | Второй   | 4 из 9         | 16 | 8 | 3 | 5 | 15-17 | 19 | отборочный тур | [ 4 ]              |
| 1995  | «Спорт»      | Первый   | 7 из 10        | 18 | 6 | 4 | 8 | 19-22 | 22 | отборочный тур | [ 5 ] [ 6 ]        |
| 1996  | «Анна»       | Первый   | 4 из 6         | 10 | 4 | 1 | 5 | 13-15 | 13 | не участвовала | [ 7 ]              |
| 2007  | «Танаис»     | Второй   | 5 из 8 (финал) | 4  | 0 | 2 | 2 | 4-9   | 2  | не участвовала | [ 8 ] [ 9 ] [ 10 ] |
| 2017  | «Танаис»     | Второй   | 3 из 3 (зона)  | 2  | 0 | 0 | 2 | 0-15  | 0  | не участвовала | [ 11 ] [ 12 ]      |

в Чемпионате России по мини-футболу среди женщин
| Сезон | Наименование | Дивизион | Место | И | В | Н | П | М     | О  | Кубок России   | Примечание |
| ----- | ------------ | -------- | ----- | - | - | - | - | ----- | -- | -------------- | ---------- |
| 1992  | «Танаис»     | Высший   | из 11 | 7 | 4 | 3 | 0 | 22-16 | 11 | не участвовала | [ 13 ]     |

## Примечание
1. ↑  От Москвы до самых до окраин…. championat.com. Дата обращения: 5 марта 2008.
2. ↑  Первая лига. womenfootball.ru. Дата обращения: 3 апреля 2011.
3. ↑  Third level (Second league). rsssf.com. Архивировано 3 января 2007. Дата обращения: 5 июня 2006.
4. ↑  Third level (Second league). rsssf.com. Архивировано 25 июня 2006. Дата обращения: 5 июня 2006.
5. ↑  Second level (First league). rsssf.com. Архивировано 6 августа 2019. Дата обращения: 5 июня 2006.
6. ↑  Первая лига. womenfootball.ru. Архивировано 2022-02-06. Дата обращения: 1995-12-01. {{cite news}}: Проверьте значение даты: |accessdate= (справка)
7. ↑  Second level (First league). rsssf.com. Архивировано 16 ноября 2011. Дата обращения: 5 июня 2006.
8. ↑  Second level (First league). rsssf.com. Архивировано 18 ноября 2011. Дата обращения: 18 апреля 2008.
9. ↑  Вторая лига. womenfootball.ru. Архивировано 31 января 2020. Дата обращения: 1 декабря 2007.
10. ↑  Футбольный клуб "Танаис" продолжает борьбу в Первенстве России. vestivrn.ru. Дата обращения: 26 сентября 2007.
11. ↑  Third level (Zone Black Soils). rsssf.com. Архивировано 27 апреля 2021. Дата обращения: 21 марта 2019.
12. ↑  Губкинские футболистки стали третьими в групповом турнире в Крымске, где проходят матчи команд страны II дивизиона. ИПК ГУБКИН. Архивировано 26 января 2018. Дата обращения: 25 января 2018.
13. ↑  М.Н.Кацман, С.О. Фадеев. Краткая энциклопедия женского футбола. — Калуга: «Калуга вечерняя», 1996. — 145 с. — 1000 экз.